# 디스크 미러링

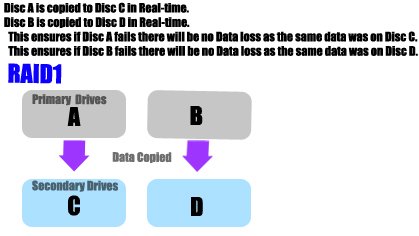
RAID 1 레이아웃

디스크 스토리지에서 디스크 미러링(disk mirroring)은 논리 디스크 볼륨을 지속적인 가용성을 위하여 실시간으로 별도의 물리적인 하드 디스크로 복제시키는 일이다. RAID 1에 가장 흔히 사용된다. 미러링된 볼륨(mirrored volume)은 개개의 볼륨 사본의 완전한 논리적 표현이다.
재해 복구 환경에서 원거리에 걸쳐 데이터를 미러링하는 일은 스토리지 레플리케이션이라고 한다. 사용되는 기술에 따라 레플리케이션은 동기적으로, 비동기적으로, 반동기적으로, 아니면 특정한 시점에 수행할 수 있다. 레플리케이션은 디스크 어레이 컨트롤러의 마이크로코드를 통해, 또는 서버 소프트웨어를 통해 활성화된다. 일반적으로는 다양한 데이터 스토리지 장치 업체들 간 호환되지 않는 사유 솔루션이다.
미러링은 일반적으로 동기적으로만 동작한다. 동기적인 쓰기는 보통 무손실 데이터의 복구 시점 목표(RPO)를 수행한다. 비동기 복제는 겨우 수 초간의 RPO를 수행할 수 있는 반면 나머지 방식들은 수 분에서 수 시간이 소요되는 RPO를 제공한다.
디스크 미러링은 파일 수준에서 동작하는 파일 섀도잉, 또 데이터 이미지가 원본과 재동기하는 일이 없는 디스크 스냅샷과는 차이가 있다.

## 개요
디스크는 태생적으로 컴퓨터 시스템의 신뢰할 수 없는 부품으로 인식된다. 미러링은 시스템이 자동으로 여러 사본을 유지 보수할 수 있게 하거나 디스크 하드웨어 문제가 발생 시 시스템이 프로세스를 계속하거나 데이터를 빠르게 복구할 수 있도록 데이터의 듀얼 백업을 허용한다. 미러링은 디스크의 무신뢰성에 대처하기 위해 로컬에서 수행되거나 더 복잡한 재해 복구 스킴의 일부를 구성하기 위해 원격으로 수행될 수 있으며 특히 고가용 시스템의 경우에는 로컬과 원격 두 방법을 모두 수행할 수 있다. 일반적으로 데이터는 물리적으로 동일한 드라이브에 미러링되지만 프로세스는 기반이 되는 물리적 포맷이 미러링 과정에서 숨겨지는 논리 드라이브에 적용될 수 있다.
일반적으로 미러링은 디스크 어레이와 같은 하드웨어 솔루션을 통해, 아니면 운영 체제 내의 소프트웨어(예: 리눅스 mdadm, 장치 매퍼)를 통해 제공된다. 이뿐 아니라 Btrfs나 ZFS와 같은 파일 시스템들은 통합된 데이터 미러링을 제공한다. Btrfs와 ZFS를 사용하면 데이터와 메타데이터 무결성 체크섬을 모두 유지보수할 수 있어 블록의 잘못된 사본을 감지할 수 있고 미러링된 데이터를 사용하여 올바른 블록의 데이터를 가져올 수 있다는 추가적인 장점이 있다.

## 같이 보기
- 디스크 복제